# Union générale des femmes palestiniennes
L'Union générale des femmes palestiniennes (GUPW), en arabe : الاتحاد العام للمرأة الفلسطينية, est le représentant officiel des femmes palestinienne au sein de l'Organisation de libération de la Palestine (OLP). Le comité exécutif du GUPW est composé de plusieurs membres, dont la présidente, la cofondatrice Intissar al-Wazir.
L'Union est créée en 1965 en tant qu'organe de l'OLP dans le but de créer un rôle actif pour les femmes dans les sphères sociales, économiques et politiques des territoires palestiniens. Son slogan est « Vers l'unification des efforts des comités de femmes palestiniennes pour la libération de la patrie usurpée ». Le GUPW prône un gouvernement démocratique et un État palestinien souverain comme préalable à l'obtention des droits sociaux et politiques des femmes. Le GUPW a établi des antennes dans plusieurs pays du Moyen-Orient et d'Europe afin de soutenir davantage les mouvements de femmes par le biais d'opportunités éducatives, d'une assistance financière, etc..